# Hôpital Rothschild
Pour les articles homonymes, voir Rothschild.
L'hôpital Rothschild est un hôpital de l'Assistance publique - hôpitaux de Paris (AP-HP) relevant du groupe hospitalier Est-Parisien, situé dans le 12e arrondissement de Paris au 5, rue Santerre. Initialement hôpital Juif de l'Est parisien, il est, depuis 2010, spécialisé en gériatrie, médecine physique et réadaptation ainsi que dans les différentes branches de l'odontologie, notamment la parodontologie et la chirurgie implantaire. Il assure les fonctions de soins, de recherche et d'enseignement. 

## Historique

### Hôpital - Fondation Rothschild (1852 - 1954)

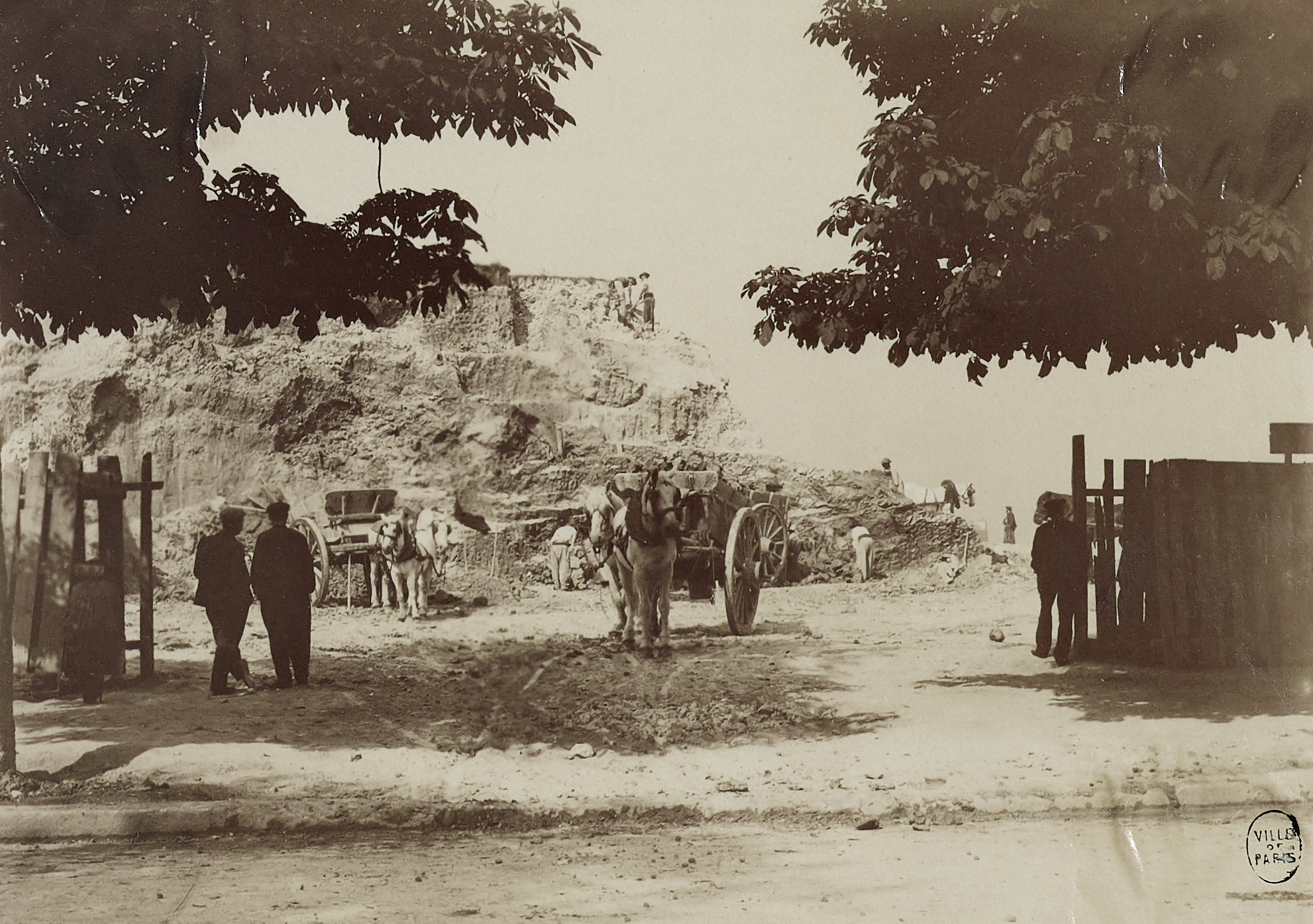
Travaux de 1902 détruisant une partie des Buttes Chaumont pour la construction de l'hôpital. Photographie conservée au Musée Carnavalet

Au milieu du XIXe siècle, James de Rothschild fait construire un hôpital au 76, rue de Picpus et y adjoint un hospice pour les personnes âgées. L'hôpital ouvre le 25 mai 1852 et a initialement vocation à soigner et accueillir les patients de confession juive.

À l'initiative du baron Edmond de Rothschild, l'établissement reçoit des fonds supplémentaires destinés à l'élévation d'autres bâtiments rue Picpus. Il est intégralement reconstruit grâce à l'architecte Lucien Bechmann (1880-1968) de 1912 à 1914. Le nouvel hôpital Rothschild, situé rue Santerre, ouvre ses portes au cours de l'année 1914, à quelques mètres de l'ancien Rothschild, dorénavant consacré à l'accueil des vieillards.

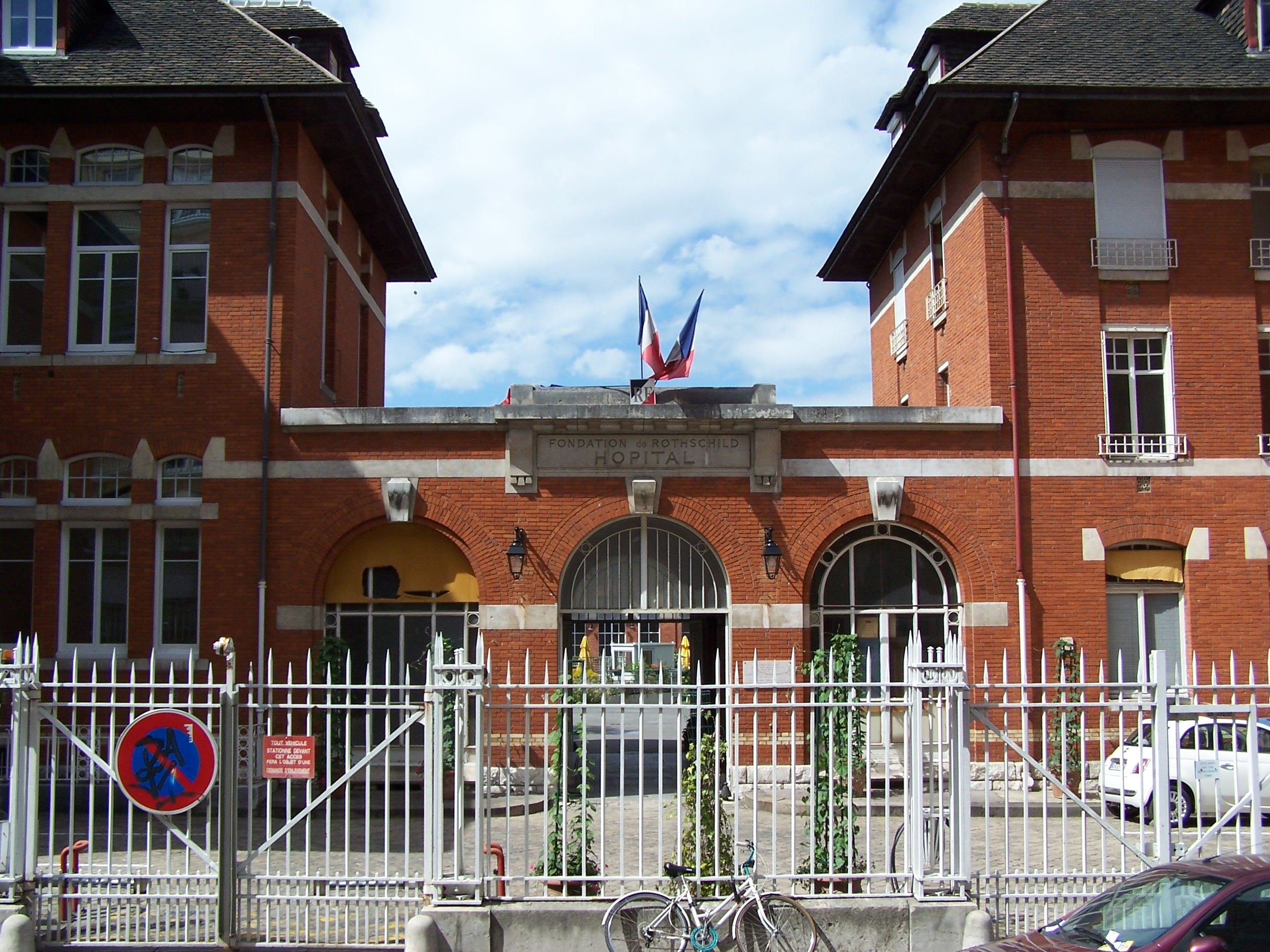
Bâtiments historiques de l'hôpital Rothschild, rue Santerre.

Déclaré hôpital auxiliaire militaire durant la Première Guerre mondiale, il reçoit les blessés du front et les civils victimes de la guerre sans distinction religieuse.

Le 15 juin 1918, durant la Première Guerre mondiale, l'hôpital Rothschild situé rue Santerre est touché lors d'un raid effectué par des avions allemands.
Au lendemain de la guerre, il retrouve sa fonction initiale d'hôpital destiné à soigner les malades de confession juive. 

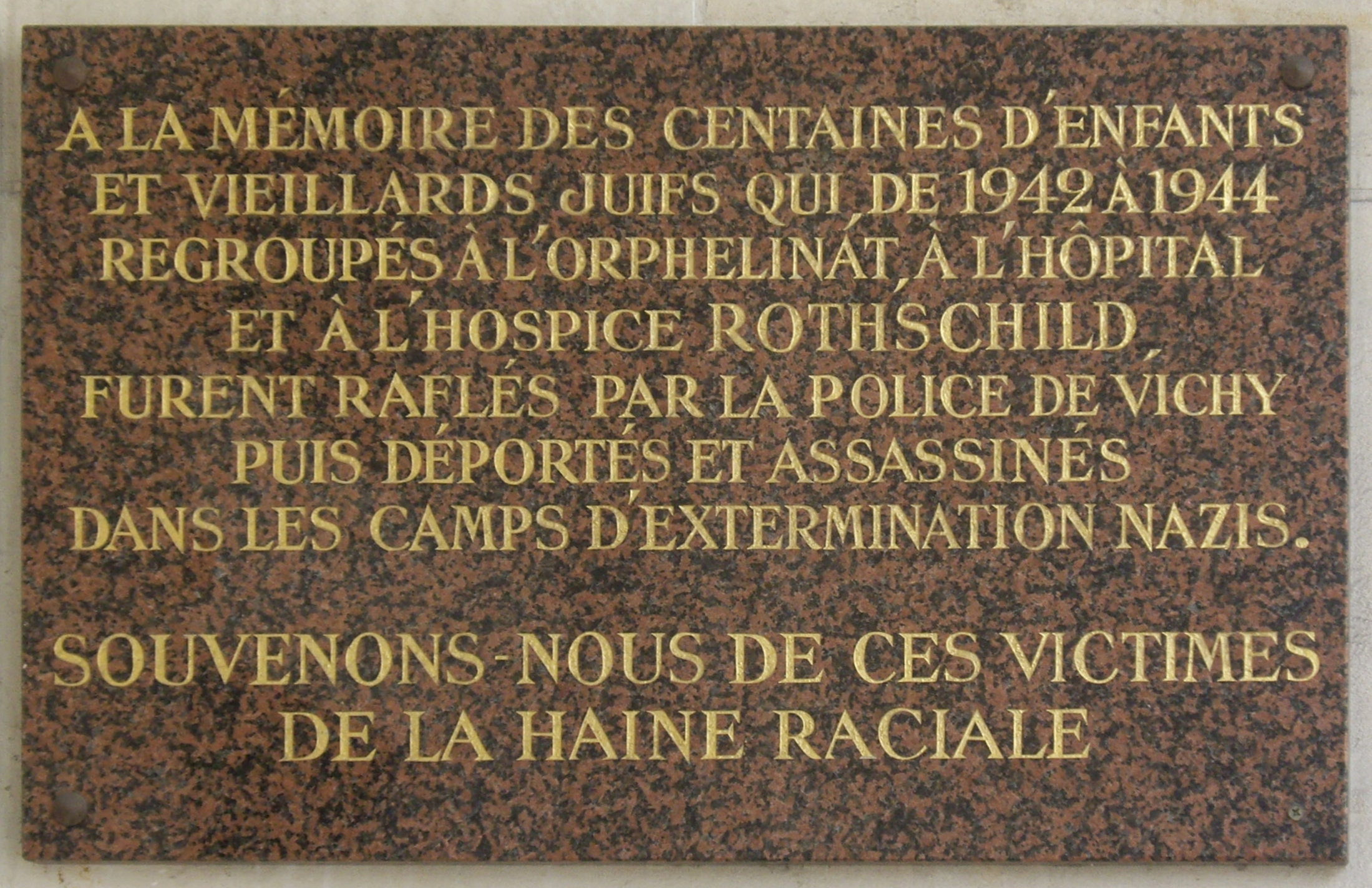
Plaque commémorative des déportés juifs, actuellement sur la Fondation Rothschild, 76 rue de Picpus

Durant la période d’occupation allemande, il est placé sous une direction agréée par l’occupant et devient un centre de détention. Durant l'Occupation allemande, l'hôpital devient une « souricière »: tenu par la Gestapo, les femmes juives y accouchent pour ficher les enfants dès leur mise au monde. Un réseau de résistance s'y organise avec la complicité des médecins et d'infirmières. Beaucoup d'enfants juifs sont déclarés mort-nés pour éviter que les nazis soient au courant de leur existence. L'étudiante en médecine Colette Brull-Ulmann, l'assistante sociale Claire Heyman et l'infirmière María Edwards sont particulièrement investies pour sauver des enfants juifs ; un parvis rend hommage aux deux dernières au sein de l'hôpital.

### Hôpital Rothschild - hôpital public (AP-HP)

L'ancien bâtiment et entrée principale jusqu'en 2013, qui était situé au croisement du boulevard de Picpus et de la rue Santerre.

Le 1er janvier 1954, après quarante années de gestion privée, la famille Rothschild fait don de l'hôpital à l’administration centrale de l’Assistance publique contre le versement d’un franc symbolique.
Depuis, l’hôpital a connu de nombreuses modifications, certains pavillons anciens ayant été remplacés par des bâtiments modernes. De 2009 à 2011 ont été construits les nouveaux bâtiments de l'hôpital qui désormais est accessible par son entrée principale rue Santerre. L'activité principale de l'hôpital Rothschild devient alors la gérontologie et la rééducation. 

« L’hôpital Rothschild est l’hôpital de référence du handicap, des besoins du grand âge et de l’odontologie. Il est intégré dans un cadre architectural et technique résolument innovant. »

L'ancien bâtiment de l'entrée principale du boulevard de Picpus a été détruit puis reconstruit pour être occupé par le centre de formation de l'AP-HP dit Campus Picpus.

## Activités de l'hôpital Rothschild

### Activités phares
Les principales activités de l'hôpital sont à la fin des années 2010 :
- Médecine physique, et réadaptation neurologique et orthopédique ;
- Gériatrie : médecine, soins de suite et réadaptation et de longue durée ;
- Centre de réglages des implants cochléaires : à la fin de 2024 ce centre est fermé et les patients suivis sont réorientés pour partie à La Pitié-Salpétrière[8] ;
- Odontologie.

### Chiffres clés
L'hôpital dispose de :
- 306 lits dont 40 de médecine gériatrique,
- 32 de soins de longue durée : SLD,
- 234 de soins de suite et de réadaptation : SSR,
- 11 places de jour et 55 fauteuils d’odontologie,
- 850 professionnels[1].

## Personnalités liées à l'hôpital Rothschild
- Robert Debré, membre du conseil médical, 1937[3]
- Arnold Netter, professeur en gynécologie
- Max Jacob[réf. nécessaire]
- Madame Georges Getting, fondatrice du service social à l'hôpital en 1930[3],[9],[10].
- René Wolfomm et Jean Dry, allergologues, 1970-1980[3]
- Léon Zadoc-Kahn, fils du grand-rabbin de France Zadoc Kahn, médecin-chef de l'hôpital Rothschild et président du Comité central du Keren Hayessod France, déporté à Auschwitz avec son épouse Suzanne Zadoc-Kahn, où ils sont assassinés à leur arrivée, le 23 novembre 1943.
- Le haut fonctionnaire Ferdinand Isaac (1860-1915) y est mort.

## Dans la culture
- En 2013, une aile désaffectée de l'hôpital a servi de lieu de tournage principal pour le film Hippocrate de Thomas Lilti qui présentait la situation difficile de l'hôpital public en France et les divers problèmes auxquels doivent faire face l'ensemble des personnels soignants[11].
- Documentaire Les Enfants juifs sauvés de l'hôpital Rothschild, 2017.

## Accès
L'hôpital est accessible par la ligne 6 à la station Bel-Air et par les lignes 6 et 8 à la station Daumesnil.

### Dans la culture
- En 2013, une aile désaffectée de l'hôpital a servi de lieu de tournage principal pour le film Hippocrate de Thomas Lilti qui présentait la situation difficile de l'hôpital public en France et les divers problèmes auxquels doivent faire face l'ensemble des personnels soignants[11].
- Les Enfants juifs sauvés de l'hôpital Rothschild, 2017.